# إيدي ميرفي
إيدي ميرفي (بالإنجليزية: Eddie Murphy)‏ من مواليد 3 إبريل 1961 ممثل أمريكي، حاصل على جائزة الغولدن غلوب 2006 كأفضل ممثل في دور مساند عن فيلم فتيات الحلم، وحصل بنفس الدور على جائزة نقابة ممثلي الشاشة.

## الحياة الشخصية

### البدايات
توفي والد إدي مورفي عندما كان صغيرا جدا. وعندما مرضت أمه وهو في الثامنة، عاش هو وأخوه الأكبر تشارلي في الحضانة لمدة سنة. وفي مقابلة مع الممثل الكوميدي قال إن أيامه في الحضانة كانت مؤثرة في تطوير حسه الفكاهي. ولاحقا تربى هو وأخوه في بيت أمهما وزوجها فيرنون لينش رئيس عمال في مصنع آيسكريم.
عمل إيدي في مهن مختلفة وبسيطة. حتى بدأ في سن الخامسة عشر تأليف نصوص كوميدية يقوم بإعدادها بنفسه ليعرضها في المدرسة الثانوية والمدارس المحليّة. ورأى فيه الكثير من الأشخاص وقتها طاقة كوميدية مذهلة، ونصحوه بالاستمرار ومحاولة الاحتراف، مما دفع به إلى مدينة مانهاتن بحثاً عن فرصة أكبر ليعرض أعماله التي نفذها وحده على شركات الإنتاج. لتتحمس إحداها له وتقدمه في إحدى عروضها، ليحقق نجاحاً ملحوظاً أدى لتزايد مساحته تدريجياً، حتى أصبح نجم القناة الأول.

### برنامج مباشر ليلة السبت
كانت بداية ميرفي الجماهيرية من خلال برنامج مباشر ليلة السبت. وكان من أهم أسباب نجاح البرنامج فترة بداية الثمانينات. وحققت الشخصيات الكوميدية المتعددة التي كان يؤديها في فقرات البرنامج قبولا واسعا. وفي تقرير لمجلة رولينغ ستون في فبراير 2015، قامت المجلة بإحصاء أهم 141 ممثلا في تاريخ برنامج مباشر ليلة السبت، وصنفت إيدي ميرفي في المركز الثاني بعد جون بيلوشي.
شارك ميرفي في البرنامج مدة أربع سنوات. بين عامي 1980 و 1984.

### هوليوود
كانت الخطوة القادمة لميرفي هي هوليوود. حيث قدم فيلمه الأول كبطل مع الممثل نيك نولتي في فيلم بعنوان 48 ساعة عام 1982. عرض الفيلم في فترة عيد الميلاد وحقق الفيلم إيرادات قاربت الثمانين مليون دولار. وفي العام التالي 1983 شارك ميرفي في بطولة الفيلم الكوميدي أماكن تداول (Trading Places). وكان الفيلم في قائمة أفضل عشرة مدة 17 أسبوعا. وحقق إيرادات بلغت تسعين مليون دولار.
حتى جاءت النقلة الحقيقية عام 1984 مع فيلم شرطي بيفرلي هيلز الذي حقق إيرادات تجاوزت المئتين وخمسين مليون دولار، وكان واحداً من أنجح الأفلام في تاريخ السينما وقتها. ودفع ميرفي للمقدمة كواحد من أهم ممثلي الكوميديا السود في أمريكا. خصوصاً مع النجاح المماثل الذي حققه جزءه الثاني عام 1987 ثم الجزء الثالث عام 1994. وأصبح ميرفي أول ممثل أسود يقارع النجوم البيض وتحقق أفلامه إيرادات كبيرة.
بعد مجموعة من الأفلام المتوسطة والضعيفة، عاد ميرفي إلى النجاح حين قدم عام 1996 فيلم البروفسور المجنون والذي قام فيه بأداء ست شخصيات. وحقق الفيلم إيرادات قاربت المائة والخمسين مليون دولار. في عام 2001 قام بأداء واحدة من أشهر شخصيات الرسوم المتحركة، حين قدم بصوته شخصية «الحمار» صديق الغول الضخم شريك. ونال الفيلم جائزة الأوسكار لأفضل فيلم صور متحركة. وحقق الفيلم وأجزاءه الثلاثة التالية (أعوام 2004 و 2007 و 2010) إيرادات إجمالية قاربت المليار وثلاثة ملايين دولار في أمريكا وحدها. وتجاوزت الإيرادات الإثنين ونصف مليار حول العالم.
فاز ميرفي بجائزة الجولدن جلوب ورشح لجائزة الأوسكار كأفضل ممثل مساعد عام 2006، عن دوره في فيلم فتيات الحلم للمخرج بيل كوندون، الذي قدّم فيه دور «جيمس إيرلي» الذي يعاني من أفول نجوميته مع تقدم العمر. وحقق فيه ميرفي توازناً مميزاً بين ما عُرف عنه كممثل كوميدي وبين الدراما المأساوية التي يحملها الدور.

## أعماله

### فيلم[15]
| سنة  | عنوان                                   | دور | ملاحظات                                                                  |
| ---- | --------------------------------------- | --- | ------------------------------------------------------------------------ |
| 1982 | 48 ساعة                                 | ريجي هاموند | رشح لجائزة غولدن غلوب للنجم الصاعد                                       |
| 1983 | تبادل الأماكن                           | بيلي راي فالنتاين                                                                                               | رشح جائزة غولدن غلوب لأفضل ممثل كوميديا                                  |
| 1984 | أحسن دفاع شرطي بيفرلي هيلز              | الملازم لاندري المحقق أكسل فولي                                                                                 | رشح جائزة غولدن غلوب لأفضل ممثل كوميديا                                  |
| 1986 | الطفل الذهبي                            | شاندلر جارل |                                                                          |
| 1987 | شرطي بيفرلي هيلز 2 بصراحة مع إيدي ميرفي | المحقق أكسل فولي شخصه (ستاند أب كوميدي)                                                                         | كاتب القصة كاتب القصة ومنتج منفذ                                         |
| 1988 | القدوم إلى أمريكا                       | الأمير حكيم جعفر الحلاق كلارنس المطرب راندي واطسون اليهودي العجوز سول                                           | أيضا قام بكتابة قصة الفيلم                                               |
| 1989 | ليالي هارلم                             | فرنست براون | أيضا قام بالإخراج وتأليف الفيلم ومنتج منفذ                               |
| 1990 | 48 ساعة أخرى                            | ريجي هاموند | أيضا قام بكتابة قصة الفيلم                                               |
| 1992 | الكيد الأستاذ الموقر                    | ماركوس غراهام توماس جيفرسون جونسون                                                                              | أيضا قام بكتابة قصة الفيلم رشح لجائزة إم تي في للأفلام لأفضل أداء كوميدي |
| 1994 | شرطي بيفرلي هيلز 3                      | المحقق أكسل فولي                                                                                                |                                                                          |
| 1995 | مصاص الدماء في بروكلين                  | ماكسيمليان/الخطيب باولي/جويدو                                                                                   | أيضا قام بالإنتاج وكتابة القصة                                           |
| 1996 | المدرس المجنون                          | البروفسور شيرمان كلومب/بودي المحب لانس بيركنز/كليتوس كلومب آنا كلومب/إيدا جينسن/إرني كلومب                      |                                                                          |
| 1997 | مترو                                    | المحقق سكوت روبر                                                                                                |                                                                          |
| 1998 | مولان الدكتور دولتل الرجل المقدس        | موشو الدكتور جون دولتل جي                                                                                       | دور صوتي                                                                 |
| 1999 | الحياة الإصبع المعقوف                   | راي جيبسون كيت رمزي/جيف رمزي                                                                                    | أيضا قام بالأنتاج وكتابة القصة                                           |
| 2000 | البروفسور المجنون 2                     | البروفسور شيرمان كلومب/بودي المحب لانس بيركنز/كليتوس كلومب آنا كلومب/إيدا جينسن/إرني كلومب كليتوس كلومب المراهق | إيضا منتج منفذ                                                           |
| 2001 | شريك الدكتور دولتل 2                    | الحمار الدكتور دولتل                                                                                            | دور صوتي                                                                 |
| 2002 | وقت العرض مغامرات بلوتو ناش أنا جاسوس   | الضاب تري سيلرز بلوتو ناش/ركس كارتر كيلي روبنسون                                                                |                                                                          |
| 2003 | يوم يرعاني أبي القصر المسكون            | شارلي هنتون جيم إيفرز                                                                                           |                                                                          |
| 2003 | روضة البابا                             | الأب ومؤسس الروضة                                                                                               |                                                                          |
| 2004 | شريك 2                                  | الحمار | دور صوتي                                                                 |
| 2006 | فتيات الحلم                             | جيمس إيرلي |                                                                          |
| 2007 | نوربت شريك 3                            | نوربت رايس/راسبوتيا رايس/السيد خطأ الحمار                                                                       | أيضا قام بالإنتاج والكتابة دور صوتي                                      |
| 2008 | قابل ديف                                | ديف مينج شينج/الكابتن                                                                                           |                                                                          |
| 2009 | تخيل ذلك                                | إيفان دانيلسون                                                                                                  |                                                                          |
| 2010 | شريك 4                                  | الحمار | دور صوتي                                                                 |
| 2011 | سرقة برج                                | دارنيل ديفس |                                                                          |
| 2012 | ألف كلمة                                | جاك مكال |                                                                          |
| 2016 | السيد تشيرش                             | هنري جوزف تشيرش                                                                                                 |                                                                          |

## روابط خارجية
- إيدي ميرفي على موقع IMDb (الإنجليزية)
- إيدي ميرفي على موقع ميتاكريتيك (الإنجليزية)
- إيدي ميرفي على موقع الموسوعة البريطانية (الإنجليزية)
- إيدي ميرفي على موقع روتن توميتوز (الإنجليزية)
- إيدي ميرفي على موقع مونزينجر (الألمانية)
- إيدي ميرفي على موقع قاعدة بيانات الأفلام العربية
- إيدي ميرفي على موقع ألو سيني (الفرنسية)
- إيدي ميرفي على موقع ميوزك برينز (الإنجليزية)
- إيدي ميرفي على موقع تيرنر كلاسيك موفيز (الإنجليزية)
- إيدي ميرفي على موقع أول موفي (الإنجليزية)